# Goldendoodle
Der Goldendoodle ist ein Hybridhund aus den Vereinigten Staaten, der aus Kreuzungen zwischen Golden Retriever und Pudel entsteht. Der Name Goldendoodle setzt sich aus den Teilen „Golden“ (von Golden Retriever) und „-oodle“ (von poodle; englisch für Pudel) zusammen; der Buchstabe „d“ ist eine Analogiebildung zum Labradoodle.
Der Goldendoodle ist keine Hunderasse im eigentlichen Sinn und wird somit auch nicht von der FCI oder einer anderen größeren kynologischen Organisation anerkannt.

## Herkunft und Geschichtliches
Goldendoodles werden etwa seit Ende der 1990er Jahre in Nordamerika gezüchtet. Heute gibt es weitere Zuchten, beispielsweise in Australien und Europa. Hintergrund war – ähnlich wie beim Labradoodle – die Züchtung eines „allergikerfreundlichen“ Hundes, der für Menschen mit einer Tierhaarallergie besser verträglich sein soll. Untersuchungen am Fell dieser Hunde konnten diese Behauptung allerdings nicht bestätigen: Die Allergenmenge im Fell von Goldendoodles unterscheidet sich nicht von derjenigen im Fell anderer Hunde. Ein hypoallergener Hund existiert nach heutigen Erkenntnissen nicht.

## Beschreibung

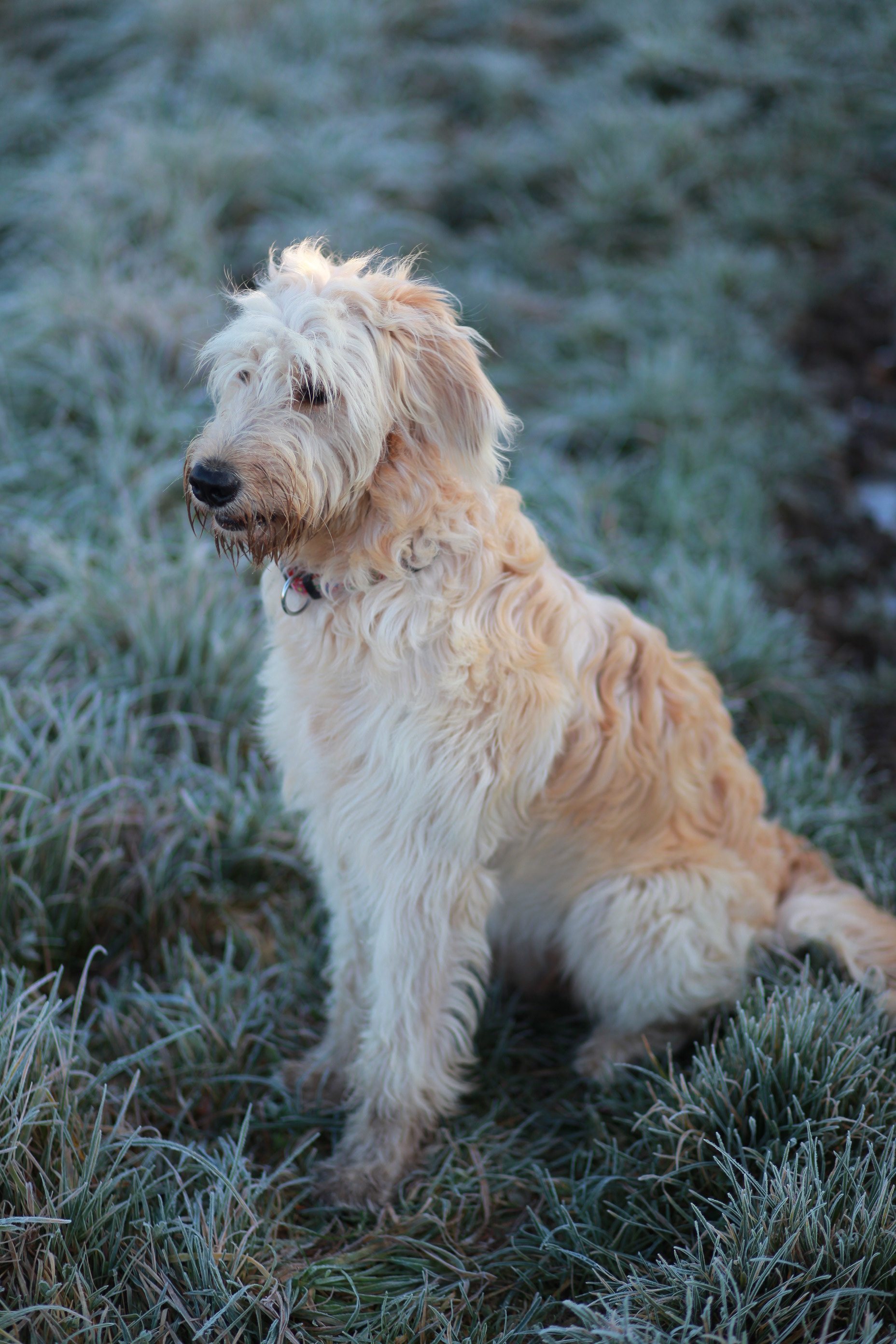
F1 Goldendoodle

Es werden sowohl Kreuzungen zwischen Golden Retriever und Großpudel („Standard“) als auch Kreuzungen zwischen Golden Retriever und Zwergpudel („Miniatur“) durchgeführt. Man unterscheidet verschiedene Arten der Zucht von Goldendoodles, die als F1, F1B und F2B bezeichnet werden. Ein F1-Hund entstammt einer Kreuzung zwischen Golden Retriever und Pudel, ein F1B-Hund einer Kreuzung aus einem F1-Hund mit einem Pudel oder einem Golden Retriever, und ein F2B-Hund einer Kreuzung zwischen zwei F1B-Hunden.

## Wesen
Goldendoodles zeichnen sich durch ihr fröhliches und freundliches Wesen aus. Sie sind schlau, lernfreudig und äußerst kontaktfreudig. Sie benötigen regelmäßige Bewegung sowie geistige Anregung, um ausgelastet zu sein.

## Gesundheitliches
Beim Goldendoodle ist eine genetische Prädisposition für Progressive Retinaatrophie (PRA) beschrieben, die einfach autosomal rezessiv vererbt wird und auf einer Mutation des PRCD-Gens beruht. Ein Gentest ist verfügbar.
In der Literatur finden sich als Fallbeschreibungen auch Hinweise auf eine durch Mutationen im Cox-2-Gen verursachte dominante Nierendysplasie und auf idiopathischen Chylothorax.